# High Voltage turné
A High Voltage turné (angolul The High Voltage Tour, spanyolul La gira Alto Voltaje) Thalía első összefüggő koncertsorozata Mexikóban és az Amerikai Egyesült Államokban. A turnét a Greatest Hits című válogatásalbum kiadása előzte meg, amellyel az énekesnő egy tízéves korszakot zárt zenei karrierjében. A turné keretében Thalía összesen 13 helyszínen, két mexikói és 9 Egyesült Államok-beli nagyvárosban adott csaknem telt házas koncerteket. A rendezvényeket az Egyesült Államokban a Hershey’s csokoládégyártó finanszírozta. A turné helyszíneiről és eseményeiről az énekesnő naplót vezetett, amelyet rajongói a hivatalos honlapján, illetve a hivatalos rajongói klub weboldalán folyamatosan nyomon követhettek.
E turnét megelőzően Thalía – a kisebb fellépésektől, minikoncertektől és promóciós utaktól eltekintve – utoljára 1997-ben adott két nagyszabású élő koncertet, Argentínában és a Fülöp-szigeteken.

## Helyszínek és időpontok
A High Voltage turné állomásai és időpontjai az alábbiak voltak.

### Mexikó
- Guadalajara, Nuevo Progreso bikaviadal-aréna, 2004. április 27.
- Mexikóváros, Auditorio Nacional, 2004. április 29.
- Toluca, Explanada, 2004. április 30.
- Monterrey, Arena de Monterrey, 2004. május 1.

### Egyesült Államok
- New York, Beacon Theater, 2004. május 4.
- Miami, James L. Knight Center, 2004. május 5.
- Chicago, Rosemont, 2004. május 7.
- San Antonio, Municipal Auditorium, 2004. május 9.
- McAllen, Hidalgo County, Dodge Arena, 2004. május 10.
- El Paso, Coliseum, 2004. május 12.
- Los Angeles, Universal Amphitheater, 2004. május 14.
- San Diego, Sports Arena, 2004. május 15.
- San José, Center for the Performing Arts, 2004. május 16.

## Az elhangzott dalok
A koncert menete, az előadott dalok sorrendje gondosan meg volt tervezve. A legújabb slágereken kívül természetesen nem maradhattak ki Thalía karrierje kezdetének első sikerei sem. A rajongók beszámolói alapján a műsorszámok a következő sorrendben követték egymást: Love, Reencarnación, Regresa a mí, I Want You, Un pacto entre los dos, En la intimidad, Gracias a Dios, Quinceañera, Pienso en ti, Fuego cruzado, Amarillo-azul, Sangre, Si no es ahora, No sé si es amor, Don’t Look Back, Entre el mar y una estrella, No me enseñaste, Acción y reacción, Tú y yo, Cerca de ti, Mujer latina, Marimar–Rosalinda–María la del barrio-egyveleg, Amor a la mexicana, Piel morena, s zárásként az A quién le importa.

## Thalía naplója az eseményekről

### Bosszús kezdet
A turné első napja nem kezdődött túl szerencsésen Thalía és csapata számára. Az első mexikói állomáson, Guadalajarában ugyanis a helyszínre érkezéskor derült ki, hogy a világítás- és hangtechnikai berendezések nem érkeztek meg hiánytalanul. Az énekesnő a kezdeti megpróbáltatásról a következőképpen írt naplójában:
| (spanyolul) «En el ensayo, me di cuenta que la mitad de mi equipo de luces y sonido no había llegado sino que se había quedado atascado en aduanas. Así que, hicimos lo que pudimos y con más coraje y ganas que nunca preparamos un concierto increíble en la Plaza de Toros. La Plaza estaba atascada de público, un público impresionante y lleno de energía» | (magyarul)„A próbán vettem észre, hogy a hang- és fénytechnikai felszerelések fele nem érkezett meg, hanem elakadt a vámkezelésnél. Úgyhogy, megtettük, amit tudtunk, és még több erővel és kedvvel, mint valaha, hihetetlen koncertet készítettünk elő az arénában. Az aréna tömve volt a közönséggel, egy lenyűgöző és energiával teli közönséggel.” |
| – Thalía | |

### Valóra vált álom az Auditorio Nacionalban
Thalía számára a legnagyobb élményt a mexikóvárosi fellépés jelentette, az előkelő Auditorio Nacionalban ugyanis a legnevesebb hazai és nemzetközi előadók szoktak fellépni. Az énekesnőnek ezzel egy régóta várt, de bizonytalansággal teli álma teljesedett be.
| (spanyolul) «Sin duda, cantar en el Auditorio Nacional fue uno de los conciertos que más dio vueltas en mi cabeza durante los últimos años. La noche antes del concierto no pude dormir por todos los sentimientos encontrados – amor, nervios y felicidad. Así que, el día del show nos encomendamos a Dios para que presentáramos el mejor de los espectáculos y así fue. El show en el Auditorio Nacional nunca lo olvidaré, ya que el auditorio estaba a reventar con toda mi gente. Para mi sorpresa, estuvieron presentes Diego Shoening y Mariana Garza, ex compañeros de Timbiriche, y los invité al escenario a cantar conmigo la canción «No sé si es amor». También se encontraban presentes mi familia y muchos de mis compañeros del medio. Fue un show perfecto que ha llenado de orgullo y felicidad a todo el equipo de la gira Alto Voltaje» | (magyarul)„Kétségtelen, hogy az Auditorio Nacionalban énekelni az egyik olyan koncert volt, amely a legtöbbször megfordult a fejemben az utóbbi évek során. A koncertet megelőző éjjel nem tudtam aludni mindazon érzések miatt, ami benne volt – szeretet, idegesség és boldogság. Úgyhogy a fellépés napján Istenre bíztuk magunkat, hogy a legjobb műsort mutassuk be, s így is volt. A műsort az Auditorio Nacionalban soha nem fogom elfelejteni, mivel az auditórium a népemmel fergetesen érezte magát. Meglepetésemre, jelen volt Diego Schoening és Mariana Garza, volt munkatársaim a Timbirichéből, és felhívtam őket a színpadra, hogy énekeljék velem a ‘Nem tudom, hogy ez szerelem-e’ című dalt. Szintén ott volt a családom és sok munkatársam a médiából. Tökéletes show volt, amely büszkeséggel és boldogsággal töltötte el a High Voltage turné egész csapatát.” |
| – Thalía | |